# Gewohnheitsrecht
Gewohnheitsrecht ist ungeschriebenes Recht, das nicht durch Gesetzgebung zustande kommt, sondern auf lange andauernder Anwendung von Rechtsvorstellungen und Regeln beruht, die die Beteiligten im Rechtsverkehr als verbindlich akzeptieren. Die höchstrichterliche Rechtsprechung und das Schrifttum erkennen Gewohnheitsrecht als gleichberechtigt mit Gesetzen an.
Die Hauptanwendungsfelder finden sich im Zusammenhang mit zivil- und handelsrechtlichen Gesetzen, der Verkehrssitte und Handelsbräuchen sowie sonst nicht explizit in Gesetzestexten geregelten Materien, wie das deutsche Wappenrecht und das Jedermannsrecht. Auch im Völkerrecht spielt das Gewohnheitsrecht eine wichtige Rolle.
Gewohnheitsrecht, das im Anwenderkreis begrenzt ist, beispielsweise Gewohnheitsrecht aufgrund einer Vereinsübung, wird als Observanz bezeichnet.

## Das Gewohnheitsrecht in der allgemeinen Rechtsquellenlehre

### Begriff
Nach der Definition des Bundesverfassungsgerichts entsteht Gewohnheitsrecht nicht durch ein förmliches Rechtssetzungsverfahren, sondern durch eine längere tatsächliche Übung. Diese muss dauernd und ständig wirken, und sie muss gleichmäßig und allgemein sein (longa consuetudo). Unter den beteiligten Rechtsgenossen wird Gewohnheitsrecht verbindlich anerkannt (opinio iuris).
Ähnlich klingt die Deklaration des Bundesgerichtshofs, der im Gewohnheitsrecht eine langdauernde Übung erkennt, die durch die Rechtsüberzeugung beziehungsweise den Rechtsgestaltungswillen der betroffenen Verkehrskreise getragen wird.
Auch die Formulierungen des juristischen Schrifttums fordern diese beiden Elemente. Gewohnheitsrecht entstehe aus einer längeren, gleichmäßigen Übung und Überzeugung der an den Prozessen Beteiligten, die davon ausgehen, dass diese Übung nicht beliebig oder unverbindlich sei, sondern rechtsverbindlich geboten (opinio iuris sive/vel necessitatis, opinio iuris et/ac necessitatis), mithin als Rechtsgeltungswille einer Gemeinschaft oder derer Organe, manifestiert. Teils wird ein drittes Element, das formale Element, verlangt – als Existenz- oder Geltungsvoraussetzung –, nämlich dass die Übung inhaltlich so bestimmt ist, dass sie als Rechtssatz formuliert werden kann.
Gewohnheitsrecht leitet sich damit nicht aus geschriebenem Recht ab, vielmehr fußt es auf Verbindlichkeit schaffender Rechtstradition. Die Rechtstradition umfasst Institute und Normen, deren Entstehungsursache unbekannt ist, an deren notwendigem Rechtsbestand aber zu keinem Zeitpunkt Zweifel bestanden. Fehlt die rechtliche Bindungswirkung, handelt es sich um eine bloße Gewohnheit, die allein kein Recht schafft. Rechtmäßig gebildetes Gewohnheitsrecht steht dabei dem geschriebenen Recht grundsätzlich gleich, es sei denn, die Rechtsordnung verlangt ausdrücklich nach einer geschriebenen Regelung.
Gewohnheitsrecht ist Teil der Gesamtrechtsordnung, die sich aus naturrechtlichen sowie gewohnheitsrechtlichen Komponenten, vornehmlich aber aus geschriebenem Recht zusammensetzt. Ungeschriebenes Gewohnheitsrecht grenzt sich vom durch Niederschrift gesetzten positiven Recht insoweit ab, als es nicht von staatlichen Organen (Legislative, teilweise auch Exekutive) im Rahmen von Normsetzungsverfahren erlassen wird. Gleichwohl wird Gewohnheitsrecht in Fachkreisen häufig ebenfalls als positives Recht diskutiert, teilt dann aber mit dem Naturrecht die Idee eines vor- und außerstaatlichen Rechts. Impliziert ist zugleich die Vorstellung der Verfassungsväter, Gewohnheitsrecht sei als „historisches Phänomen“ anzuerkennen, weshalb kein Handlungsbedarf bestünde über es mit staatlicher Autorität befinden zu wollen.

### Verhältnis zum Gesetzesrecht
Gewohnheitsrecht ist in vielen Rechtsordnungen als eigenständige Rechtsquelle neben dem formellen Gesetz anerkannt, entfaltet also gleiche Bindungswirkung. Die Aufbauarbeit zu einer derartigen Interpretation hatte die pandektistisch orientierte Historische Rechtsschule geleistet, die in der Tradition des rezipierten römischen Rechts steht. Die geforderte Bindungswirkung hat sogar die Konsequenz, dass sich Gewohnheitsrecht nicht nur praeter legem, sondern auch contra legem entwickeln könne und zu berücksichtigen sei. Secundum legem begegnet Gewohnheitsrecht in verfestigter Auslegung unbestimmter Rechtsbegriffe als Usualinterpretation (Auslegung einer Gesetzesvorschrift durch ein Gewohnheitsrecht). Durch die Gleichrangigkeit von formellem Gesetzesrecht und Gewohnheitsrecht, lässt sich außerdem die Regel Lex posterior derogat legi priori anwenden.
Im römischen Recht standen das Gesetzesrecht (lex) und der „Väter Sitte“ (mos maiorum) im Rahmen des ius civile lange gleichberechtigt nebeneinander. Die leges übernahmen die dominierende Stellung später, wenngleich die Ermächtigungen wechselten (vergleiche insoweit: Plebiszite, Senatuskonsulte).
Auch die Rechtsordnungen der Bundesrepublik Deutschland enthalten Gewohnheitsrecht. Große Bedeutung hat es im Völkerrecht. Im Völkerstrafrecht gilt das Verbot strafbegründenden Gewohnheitsrechts nicht so strikt.

### Verhältnis zum Richterrecht
Das Gewohnheitsrecht verdient nach herrschender Auffassung auch eine Unterscheidung zum sogenannten Richterrecht, welches eine Kreation der neueren Methoden- und Rechtsquellenlehre ist. Im 19. Jahrhundert nannten die Pandektisten das Recht noch Gerichtsgebrauch. Der Gerichtsgebrauch bezeichnete nicht zwingend verstetigte Rechtsprechung, häufig wurde er sogar nur in den inneren Zirkeln eines Gerichts verwendet, er trug gleichwohl Züge einer gewissen Kontinuität. Der Richterrechtsbegriff betrachtet hingegen heute weniger die Merkmale der Konstanz einer Rechtsprechung, vielmehr steht er für besondere rechtspraktische Abweichungen zum Gesetzesrecht, also zu bereits geltendem Recht. Der Richter denkt in seinem Urteil über die positivrechtliche Bestimmung hinaus, weil er aus einem wertenden Blickwinkel heraus Gebote bildet. Neues Recht im eigentlichen Sinne wird dabei nicht geschaffen.
Neuerdings wird vereinzelt ein fließender Übergang von rechtsfortbildenden Einzelfallentscheidungen (Richterrecht) über die ständige Rechtsprechung oberster Gerichte, die eine Rechtsauffassung dauerhaft vertreten, hin zum Gewohnheitsrecht angenommen. Diese Überlegung geht davon aus, dass Präjudizien, also richtungweisende Vorentscheidungen der obersten Gerichte mit der Zeit allgemein bindend werden. Eine klare Unterscheidung zwischen Richterrecht und Gewohnheitsrecht bleibt dennoch bestehen: Während beim Richterrecht die Rechtsprechung befugt bleibt, richterliche Entscheidungen und Weiterentwicklungen aufgrund besserer Einsicht jederzeit zu ändern, kann über das Gewohnheitsrecht, das mit dem geschriebenen Recht gleichberechtigt ist, nur der Gesetzgeber (die Legislative) verfügen. Demnach handelt es sich auch bei der ständigen Rechtsprechung der obersten Gerichte nicht um die Bildung von Gewohnheitsrecht. Richterrecht findet im Diskurs um das Gewohnheitsrecht überhaupt erst Relevanz, wenn im streitgegenständlichen Urteil nicht lediglich einzelfallbezogene Gebote ausgesprochen werden, sondern Normen aufgestellt werden, die über den zu entscheidenden Einzelfall hinaus Normcharakter mit dem Anspruch der Allgemeingültigkeit beanspruchen. Dieser Anspruch orientiert sich an einem gesteigerten rechtsquellentheoretischen Interesse, wobei dahinstehen kann, ob es ausdrücklich oder konkludent zum Ausdruck kommt.
Aus mehr rechtssoziologischer Sicht wird gegen eine Unterscheidung von Gewohnheits- und Richterrecht argumentiert, dass es die Richter sind, die über die Geltung von Gewohnheitsrecht entscheiden und Gewohnheitsrecht daher letztlich „Juristenrecht“ (Max Weber) sei.

## Gewohnheitsrecht in weltlichen Rechtsordnungen

### Gewohnheitsrecht in der Bundesrepublik Deutschland

#### Geltung als Rechtsquelle
In der bundesdeutschen Rechtsordnung sind gewohnheitsrechtlich begründete Regeln grundsätzlich anerkannt. In der Verfassung fehlt ein adäquates Bindungspostulat für Gewohnheitsrecht. Aus den Art. 20 Abs. 3 und Art. 97 Abs. 1 GG lässt sich lediglich herauslesen, dass die Gerichte an die „Gesetze“ gebunden sind. Unter Einbezug von Art. 76 ff. GG bedeutet das wiederum, dass ein ordnungsgemäßes Normsetzungsverfahren verlangt wird, in welchem die formellen Gesetze geschaffen werden. Insoweit wäre vom Grundgesetz keine Geltungsaussage für das Gewohnheitsrecht getroffen und eine Bindung an Gesetz und Recht fraglich. Die herrschende Meinung zieht die Kreise der Interpretation allerdings weiter und bindet die vollziehende Gewalt und Rechtsprechung an „Gesetz und Recht“ auch in der Lesart für das „Gewohnheitsrecht“. Der Einbezug von Gewohnheitsrecht in den Art. 20 Abs. 3 GG wird unterschiedlich begründet: So wird der Wortlaut zum einen als „allumfassende Formulierung“ gewertet, die keinen anderen Schluss zuließe, zum anderen entspreche Gewohnheitsrecht einer „uralten deutschen Verfassungstradition“, die vom Grundgesetz nur nicht in Frage gestellt worden sei. Auch im Reflex auf die historische Ausgangssituation, die auf die Kontinuität der geltenden Rechtslehre gesetzt habe, könne kein anderes Ergebnis resultieren.
Für das Zivilrecht ist verschiedentlich Art. 2 EGBGB herangezogen worden, um über die Bindung an die formellen Gesetze mittelbar eine solche an Gesetze im materiellen Sinn und auch an Gewohnheitsrecht zu begründen, weil die formellen Gesetze eine derartige Bindung anordneten. Dessen Wortlaut stellt fest: „Gesetz im Sinne des BGB und dieses Gesetzes ist jede Rechtsnorm.“ Überwiegend wird unter Heranziehung der Kommissionsarbeiten zum BGB allerdings angenommen, dass nicht „Rechtsnorm“ an sich, sondern „gültige Rechtsnorm“, die wiederum nicht allein faktisch Gültigkeit erlangt haben darf, erfasst sei. Zunächst war sogar eine gesetzliche Anerkennung von Gewohnheitsrecht geplant; sie wurde jedoch verworfen und die Herausbildung desselben der Judikatur und den beteiligten Berufskreisen anheimgestellt. Wenngleich im Sinne des Art. 2 EGBGB jede Rechtsnorm als Gesetz angesehen wird, verschließt sich im Ergebnis eine Anordnung von normativer Geltung für das Gewohnheitsrecht.

##### Historischer Exkurs
Besondere Bedeutung hatte die Lehre vom Gewohnheitsrecht in Deutschland, solange das römische Recht aufgrund der Rezeption als Gewohnheitsrecht galt – grundsätzlich bis zum 1. Januar 1900. Dies hatte seine Ursache darin, dass sich das seinerzeit gültige Gemeine Recht trotz der justinianischen Rechtszusammenfassungen des Corpus iuris civilis als kodifikationsfreies Recht verstand. Besonders Georg Friedrich Puchta hat die Lehre vom Gewohnheitsrecht im 19. Jahrhundert wissenschaftlich weiterentwickelt, wobei er mit seiner Interpretation insbesondere auf die bis heute beachtliche Fundamentalkritik Ernst Zitelmanns stieß. Ausgangspunkt des Rechtsverständnisses der Historischen Schule war eine von Friedrich Carl von Savigny getätigte Formulierung. Danach entstehe das Recht „erst durch Sitte und Volksglaube, dann durch Jurisprudenz …“. Recht entsteht damit aus überall wirkenden inneren stillwirkenden Kräften und nicht aus dem Willkürakt eines Gesetzgebers. Wenn Savigny zudem auf den Volksgeist als Sitz der Rechtserzeugung und damit auf das „Volk im natürlichen Sinne“ verweist, will er gegenüber der politischen Verfassungsgemeinde abgrenzen, die dem Rechtsbegriff der Aufklärung, dem Vernunftsrecht, folgt. Gewohnheitsrecht wurde in der Historischen Schule als Recht anerkannt, weil letztlich alles Recht und damit auch das positive Gesetzesrecht, seinen Gründungsakt in der gewohnheitsrechtlichen Formel finde. Gewohnheitsrecht habe somit aus sich selbst heraus normative Wirkung. Diesen normativ verbindlichen Status erlangt Gewohnheitsrecht durch staatliche Anerkennung, gegebenenfalls Gestattung. Bestimmungen zur Anerkenntnis von Gewohnheitsrecht lassen sich durch ausdrückliche positivrechtliche Normen setzen, in Ermangelung solcher, durch die Feststellung, dass der Gesetzgeber ein Verbot von Gewohnheitsrecht nicht regeln wollte, also bewusst unterlassen habe, was deshalb einer Gestattung gleichkommt.
Der Gewohnheitsrechtslehre Savignys und Puchtas schloss sich die Rechtsprechung des 1879 errichteten Reichsgerichts an. Der Durchsetzungsgrad in der juristischen Praxis war hoch, sodass die Beachtlichkeit von Gewohnheitsrecht nicht bestritten wurde und als selbstverständliche Rechtsquelle übernommen wurde. Das Reichsgericht baute als erstes gesamtdeutsches Gericht der ordentlichen Gerichtsbarkeit insoweit auf der vorangegangenen partikularen Rechtsprechung der zivilrechtlichen Oberappellationsgerichte (Obertribunale) und dem für das Handelsrecht zuständigen Reichsoberhandelsgericht auf.

##### Subjektive und objektive Elemente des Gewohnheitsrechts
Gewohnheitsrecht, das sich verstetigt sehen will, bedarf für seine legitimierende und integrative Wirkung einer Gewissheit über seine Entscheidungskraft. Die Voraussetzungen dafür sind die Überzeugung davon, dass das Recht richtig ist und dass es andauernd ausgeübt wird. Kommt es aufgrund wesentlicher Änderungen der Voraussetzungen zum Bruch mit dem Recht, kann der parlamentarische Gesetzgeber jederzeit darauf reagieren und derogieren, zumal ihm die unumstößliche Rechtssetzungsprärogative zusteht. Auf dieser Erkenntnis aufbauend stellt sich die Frage nach der besonderen Rechtfertigung von Gewohnheitsrecht, die Frage nach den Voraussetzungen für seine Anerkenntnis. Gewohnheitsrecht scheint ja insoweit dem Streben nach wissenschaftlicher Offenheit des der Zukunft zugewandten Rechts entgegenzustehen.
Als subjektives Element ist nach der herrschenden Auffassung die „Rechtsüberzeugung“ zu nennen. Sie bildet den Kernbegriff. Die gewohnheitsrechtliche Norm hat damit gerecht zu sein und beziehungsweise oder zweckmäßig. Eine Entscheidung, die von der so definierten „geübten“ Norm abweicht, muss als ungerecht beziehungsweise unzweckmäßig empfunden werden, damit die geübte Norm Gewohnheitsrecht bilden kann. Inwieweit über diesen Lösungsansatz das Merkmal der Richtigkeitsüberzeugung als erfüllt betrachtet wird, hängt weiterhin davon ab, welchen ethischen Ansatzpunkten für eine Anerkennung gefolgt wird. Manche stellen darauf ab, die Regeln müssten ethisch vertretbar sein; andere verlangen, dass sie als ethisch unabdingbar empfunden werden müssen. Darin liegt eine Abstufung der Wirksamkeitsvoraussetzungen für die Bewertung menschlichen Handelns. Ähnliches wird für die Zweckmäßigkeit der Regel verlangt und die Möglichkeit sie einzugrenzen. Hat Gewohnheitsrecht seinen Ausgangspunkt im Rechts- und Wirtschaftsverkehr genommen und anerkannte Verbreitung gefunden, so ist es im Regelfall auch zweckmäßig. Im Rahmen der Einzelfallgerechtigkeit gewährt der Bundesgerichtshof bei Änderung der Rechtsprechung vereinzelten Vertrauensschutz.
Für das objektive Element spielt die ständige Rechtsprechung eine konstitutive Rolle. Ob potentielles Gewohnheitsrecht aufgrund einer Überprüfung mit den Rechtszügen der übrigen Rechtsordnung kompatibel ist, liegt zunächst einmal allein in der Prüfungshoheit des Richters. Mit der Gewährung einer Beurteilungsmöglichkeit des Richters, wird aufgrund von Zweckmäßigkeitsüberlegungen der Inhalt des potentiellen Gewohnheitsrechts und dessen Vertrauensschutzes von ihm beurteilt. Allerdings wird gefordert, dass eine ständige, höchstrichterlich bestätigte Rechtsprechung vorliegen muss. Zu einem selbstverständlichen Bestandteil des Rechts- und Wirtschaftsverkehrs wird die sich herausbildende gewohnheitsrechtliche Norm um so eher, je intensiver der vorausgegangene rechtswissenschaftliche Diskurs vonstattenging. Außergerichtliches Gewohnheitsrecht kann sich dann sogar gegen das Gesetz als bindend etablieren.

##### Anwendungsfelder
Klassische zivilrechtliche Rechtsfiguren gewohnheitsrechtlicher Herkunft sind die Sicherungsübereignung im heutigen Sinne nach § 930 BGB beziehungsweise die im Rahmen der Schuldrechtsreform mittlerweile gesetzlich fixierten Rechtsfiguren der culpa in contrahendo (c.i.c.) und der positiven Vertragsverletzung (pVV). In einigen Gesetzesnormen wird auf Gewohnheiten und Bräuche verwiesen, so zum Beispiel in den handelsrechtlichen Bestimmungen des § 346 HGB oder beim Handlungsspielraum im Rahmen von Treu und Glauben bei § 242 BGB. Auch die Totenfürsorge ist gewohnheitsrechtlich verbürgt und kein Teil des Erbrechts.
Besonders durchnormiert ist in Deutschland das Verwaltungsrecht. Aber auch hier trifft man auf noch immer ungeschriebene Rechtsregeln, so zum Staatshaftungsrecht. Gewohnheitsrechtlicher Herkunft sind der Aufopferungsgrundsatz, der heute rechtlich fixierte Grundsatz der freien Rücknahme rechtswidriger Verwaltungsakte oder das behördliche Hausrecht.
In mancherlei Hinsicht wird das Gewohnheitsrecht − das sonst dem gesetzten Recht völlig gleichsteht − vom Gesetzgeber besonders behandelt. So kann die Strafbarkeit von Handlungen in Deutschland nicht durch Gewohnheitsrecht begründet werden, weil Art. 103 Abs. 2 des Grundgesetzes fordert, dass die Strafbarkeit einer Handlung vor ihrer Begehung gesetzlich bestimmt sein muss (nulla poena sine lege). Aber auch hier besteht keine Stringenz, denn im täterbegünstigenden Bereich fanden und finden sich gewohnheitsrechtliche Ansätze, so bei den Rechtfertigungsgründen. Prominentestes Beispiel ist dabei das Züchtigungsrecht des Lehrers, das vom Bundesgerichtshof in seinen Grundzügen noch bejaht wurde und erst nach eingetretenem Anschauungswandel obsolet wurde.

##### Wegfall von Gewohnheitsrecht
Für eine desuetudo, den Wegfall des Gewohnheitsrechts, ist es hinreichend, dass die Überzeugung einschlägiger Rechtskreise von der Richtigkeit der Regelungsmaterie entfallen ist. Es bedarf keiner längeren Übung der Nichtanwendung.

#### Observanz als Sonderform des Gewohnheitsrechts
Die Qualität von Gewohnheitsrecht können auch Praktiken haben, die innerhalb autonom verfasster Körperschaften gepflegt werden. Dabei wird von der Rechtsquelle der Observanz gesprochen. Der Bundesgerichtshof nimmt sie beispielsweise bei speziellen Vereinsübungen an, sofern diese nicht bereits durch Gewohnheitsrecht erfasst werden. Die Besonderheit der Observanz liegt darin, dass idealtypisch Identität zwischen Satzungsgeber und dem Setzer von Gewohnheitsrecht besteht. In gewisser Weise statuiert die Observanz Recht, das die Satzung ergänzt und kommt beispielsweise zum Tragen, wenn eine Vereinsübung, deren Fortbeobachtung die Mitglieder voraussetzen, nicht ins Vereinsregister eingetragen wird. Im Kreis der Mitglieder hat sie den Wert einer Selbstverständlichkeit. Selbst Satzungsrecht brechen kann die Observanz mangels Eintragung hingegen nicht. Die Satzung ist als gesetztes Recht in diesem Fall höherrangig. Das unterscheidet die Observanz auch vom Gewohnheitsrecht.

#### Amtsermittlungsbefugnis (§ 293 ZPO)
Ein Gericht ist befugt, das Bestehen und den Inhalt von Gewohnheitsrecht von Amts wegen zu ermitteln § 293 ZPO. Dies auch in der Revisionsinstanz.

### Gewohnheitsrecht in Österreich
Auch in Österreich ist Voraussetzung für die Entstehung von Gewohnheitsrecht eine langdauernde, allgemeine und gleichmäßige Übung (= Anwendung) bestimmter Regeln. Die Übung muss außerdem von der Überzeugung getragen sein, dass die angewandten Regeln Recht sind (opinio iuris).
In diesem Sinne sind im österreichischen Recht eine Reihe von Normen nachweisbar, etwa im Anerbenrecht die Anwendung des Grundsatzes, dass der Übernehmer eines Bauernhofes nach der Übernahme „wohl bestehen“ können muss; das Recht über fremde Wiesen und Felder zu spazieren (ist nur für Wälder im Forstgesetz gesetzlich normiert), Pilze zu sammeln und Blumen zu pflücken.
§ 10 ABGB legt fest, dass auf Gewohnheiten nur in den Fällen Rücksicht genommen werden darf, in welchen sich ein Gesetz darauf beruft. Die Bestimmung ist z. B. auf Verkehrsgewohnheiten (§ 914 ABGB verweist auf die „Übung des redlichen Verkehrs“ für die ergänzende Vertragsauslegung) oder die Handelsbräuche (§ 346 UGB: „Unter Unternehmern ist … auf die im Geschäftsverkehr geltenden Gewohnheiten und Gebräuche Rücksicht zu nehmen.“)
Von einer Mindermeinung in der österreichischen Jurisprudenz (vor allem den Vertretern der Reinen Rechtslehre Kelsens) wird bestritten, dass es in Österreich überhaupt Gewohnheitsrecht gibt. Diese Vertreter begründen dies damit, dass die österreichische Bundesverfassung nur die Entstehung von Recht durch Gesetz regle und diese Regelung erschöpfend sei, sodass – wie auch die Ableitung aus der Grundnorm scheitere – für Gewohnheitsrecht kein Raum bleibe. Die überwiegende Meinung in Österreich vertritt, dass die Bundesverfassung zwar nur die Entstehung von Recht durch bewusste Rechtsetzung ausdrücklich behandelt, ihr Schweigen zur Frage des Gewohnheitsrechts aber nicht als dessen völlige Ablehnung zu deuten ist. Ebenso spricht § 10 ABGB nicht gegen die Geltung von Gewohnheitsrecht, sondern engt nur dessen Anwendungsbereich ein. Coing spricht davon, dass § 10 ABGB von der Abschaffung des Gewohnheitsrechts als Rechtsquelle ausginge.
Siehe auch: Ersitzung

### Gewohnheitsrecht in der Schweiz
Für zivilrechtliche Streitigkeiten nennt Art. 1 des Zivilgesetzbuchs das Gewohnheitsrecht als subsidiäre Rechtsquelle für Fragen, für die dem Gesetz keine Vorschrift entnommen werden kann. Für Strafsachen schließt Art. 1 des Strafgesetzbuchs das Gewohnheitsrecht ausdrücklich aus.
Siehe auch für die Rechtsentwicklung in der Schweiz: Pandektenwissenschaft, Historische Rechtsschule, Rechtssoziologie

### Gewohnheitsrecht in anderen kontinentaleuropäischen Ländern
Ebenso wie das Zivilgesetzbuch der Schweizer, lässt auch der spanische Art. 6 des Código Civil Gewohnheitsrecht nur als Ergänzung des Gesetzesrechts zu. Mit der Rechtsvereinheitlichung in Frankreich durch den Code civil des français du 21 mars 1804 (30 Ventôse an XII), galt Gewohnheitsrecht auch nur noch dann, wenn der Code civil keine eigene Regelung bereithielt, ebenso wie der italienische Codice civile aus dem Jahr 1865. Allen Kodifikationen war gemein, dass dem Gewohnheitsrecht die derogierende Kraft gegenüber dem Gesetzesrecht abgesprochen wurde. Ein ähnliches Schicksal war dem Juristenrecht beschieden.

## Gewohnheitsrecht in religiösen Gemeinschaften

### Allgemeines
Das Auftauchen von Gewohnheitsrecht bei Religionen hat immer wieder zu Schwierigkeiten oder besonderen Problemen geführt. Insbesondere wurde immer wieder kritisiert, dass „Gewohnheit“ bei einer Stifterreligion automatisch eine willkürliche Verfälschung der ursprünglichen Offenbarung darstellt. Es wird dem aber oft entgegengehalten, dass altertümliche Vorstellungen an moderne Gegebenheiten angepasst werden müssten.
So haben etwa Reformatoren der katholischen Kirche die Einführung neuer Sakramente vorgeworfen, um dann selbst ihrer Meinung nach nicht authentische Traditionen zu verwerfen.
Der jüdische Talmud („Belehrung, Studium“) ist eine interpretative Weiterentwicklung der Tora. In der Frage, ob die Offenbarung abgeschlossen sei oder nicht, unterscheidet sich das orthodoxe vom Reformjudentum.
In der islamischen Rechtstheorie gelten ʿUrf und ʿāda, also das ungeschriebene Gewohnheitsrecht, das weder auf den Koran oder die Normsetzung des Propheten Mohammed, noch auf den Konsens oder Qiyās zurückgeführt werden kann, als eigene Rechtsquelle. So besagt eine der bekannten islamischen Rechtsmaximen: „Die Gewohnheit hat rechtliche Autorität“ (al-ʿādatu muḥakkama). Sowohl diese Maxime als auch der Grundsatz „Festlegung durch ʿUrf ist wie eine Festlegung durch heiligen Textbeleg zu beurteilen“ (at-taʿyīn bi-l-ʿurf ka-t-taʿyīn bi-n-naṣṣ) wurden in die Mecelle, das in den Jahren 1869–1876 entwickelte Zivilgesetzbuch des Osmanischen Reiches, aufgenommen (dort Art. 36 und 45).

### Das Gewohnheitsrecht im katholischen Kirchenrecht
Das kanonische Recht, die älteste heute noch geltende und weltweit verbreitete Rechtsordnung, unterscheidet in cc. 23–28 Codex Iuris Canonici drei Arten von rechtsverbindlichem Gewohnheitsrecht: das gesetzmäßige (secundum legem), das gesetzeswidrige (contra legem) und das Rechtslücken füllende außergesetzliche (praeter legem).